# 長沼毅
長沼 毅（ながぬま たけし、1961年4月12日 - ）は広島大学教授。専門は、生物海洋学、微生物生態学、極地・辺境等の苛酷環境に生存する生物の探索調査。

## 人物
極限環境に存在している珍しい細胞を探検する目的で研究者として南極、北極に派遣された経験がある。
宇宙飛行士に憧れ宇宙開発事業団（現・宇宙航空研究開発機構）が募集する宇宙飛行士採用試験に応募。二次選考（準決勝）まで残るも落選した（採用者は野口聡一）。
極地・僻地でのフィールドワークを中心とする研究を行っており、テレビ出演時には「科学界の、日本の生物学者（理学博士）。インディ・ジョーンズ」と紹介された。
地球科学全般を研究対象としており、天文学や火山研究、地質学、気象学にも精通している。放送大学教養学部「太陽系の科学('10)」「太陽系の科学('14)」では分担講師と執筆（2/15回）を担当した。
高校時代の同級生に『弱くても勝てます』の原作者高橋秀実がいる。部活動では柔道部で主将（長沼）・副将（高橋）を務めた仲。
2017年3月、指導する男子学生を負傷させたとして罰金30万円の略式命令を受け、広島大学から停職6か月の処分を受けた。
妻は創価大学看護学部教授の長沼貴美。

## 経歴
神奈川県立希望ヶ丘高等学校、筑波大学第二学群生物学類卒業。1989年 筑波大学大学院生物科学研究科修了。理学博士号を取得｡
海洋科学技術センター（現・海洋研究開発機構）研究員､米国カリフォルニア大学サンタバーバラ校海洋科学研究所客員研究員を経て、1994年広島大学大学院生物圏科学研究科助教授、2015年10月に同教授に昇格。第52次南極観測隊員。

## 著書

### 単著
- 『深海生物学への招待』 1996年8月、NHKブックス
  - 【文庫化】2013年10月、幻冬舎文庫
- 『生命の星・エウロパ』 2004年3月、NHKブックス
- 『深層水「湧昇」、海を耕す』 2006年10月、集英社新書
- 『宇宙がよろこぶ生命論』 2009年7月、ちくまプリマー新書
- 『生命の起源を宇宙に求めて ―パンスペルミアの方舟』 2010年11月、化学同人（DOJIN選書）
- 『形態の生命誌―なぜ生物にカタチがあるのか』2011年7月、新潮選書
- 『世界をやりなおしても生命は生まれるか？』2011年7月、朝日出版社
- 『14歳の生命論 ～生きることが好きになる生物学のはなし』2011年11月、技術評論社（tanQブックス ）
- 『私たちは進化できるのか ～凶暴な遺伝子を超えて～』2011年12月、廣済堂新書
- 『生命には意味がある』2012年1月、メディアファクトリー
- 『時空の旅人 辺境の地をゆく』2012年4月、MOKU出版
- 『宇宙でいちばん面白い 脳がしびれる科学の時間』2012年12月、河出書房新社
- 『生命とは何だろう？』2013年1月、集英社インターナショナル（知のトレッキング叢書）
- 『Dr.長沼の眠れないほど面白い科学のはなし』2013年7月、中経出版
- 『死なないやつら』2013年12月、講談社ブルーバックス
- 『鉄といのちの物語 謎とき風土サイエンス』2014年1月、ウェッジ選書
- 『ここが一番面白い! 生命と宇宙の話』2014年2月、青春出版社
- 『考えすぎる脳、楽をしたい遺伝子』2015年4月、クロスメディア・パブリッシング
- 『辺境生物はすごい！』2015年7月、幻冬舎新書

### 監修
- 『深海生物大図鑑』2009年1月、PHP研究所
- 『「地球外生命体の謎」を楽しむ本』2010年4月、PHP研究所
- 『極限世界の生き物図鑑』2013年10月、PHP研究所（楽しい調べ学習シリーズ）
- 『驚異の極限生物ファイル クマムシだけじゃない! 過酷な環境を生き抜くタフなやつら』2015年6月、誠文堂新光社
- 『極限の世界にすむ生き物たち 一番すごいのは誰? 極寒、乾燥、高圧を生き抜く驚きの能力! 』2015年12月、誠文堂新光社（子供の科学★サイエンスブックス）
- 『ビッグヒストリー:われわれはどこから来て、どこへ行くのか――宇宙開闢から138億年の「人間」史』2016年11月、明石書店 日本語版監修

### 共著
- 『長沼さん、エイリアンって地球にもいるんですか?』2009年6月、NTT出版（山田五郎、中川翔子、佐々木晶、福岡伸一、池上高志、千宗屋と共著）
  - 【改題・文庫化】『長沼先生、エイリアンって地球にもいるんですか?』2012年9月、新潮文庫
- 『辺境生物探訪記』2010年7月、光文社新書（藤崎慎吾と共著）
- 『地球外生命 われわれは孤独か』2014年1月、岩波新書（井田茂と共著）
- 『超ディープな深海生物学』2015年2月、祥伝社新書（倉持卓司と共著）
- 『ココリコ田中×長沼毅presents 図解 生き物が見ている世界』2015年7月、学研パブリッシング（田中直樹と共著）

### 解説など
- 『サイエンス・クエスト―科学の冒険』 2012年、日本放送出版協会

## 放送出演
- プロフェッショナル 仕事の流儀「地の果てにこそ、真実がある 〜生物学者 長沼毅〜」（NHK、2007年9月18日放送）
- プロフェッショナル 仕事の流儀「クリスマススペシャル「心に響いた流儀」特集」（NHK、2007年12月25日放送）
- 爆笑問題のニッポンの教養（NHK、2011年11月17日放送）
- ナダールの穴（フジテレビ、2011年11月28日、12月12, 19日、2012年1月9, 16, 23日放送）
- 森田一義アワー 笑っていいとも!（フジテレビ系、2012年1月25日、2月1日、3月14日放送）
- 日本くぎづけ大学（フジテレビ系、2012年4月14日放送）
- 嵐にしやがれ（日本テレビ系、2012年8月4日放送）
- リアルスコープZ（フジテレビ系、2012年9月1日放送）
- 5時に夢中!（TOKYO MX、2012年10月5日、2013年3月22日放送）
- ジョブチューン アノ職業のヒミツぶっちゃけます!2時間SP （TBS系、2013年2月2日放送）
- NMBとまなぶくん（関西テレビ、2013年4月18日、6月13日、8月22日、11月21日、12月26日、2014年3月20日、8月7日、2015年2月12日、10月29日、2019年6月21日放送）
- スッキリ!!（日本テレビ、ゲストコメンテーター、2015年3月30日 - ）
- 夏休み子ども科学電話相談（NHKラジオ第1）
- 桐谷健太 天空の秘境 ギアナ高地に挑む（NHK BSプレミアム、2017年4月1日放送）
- 超人女子とズケ女プレゼンツ 超人女子戦士ガリベンガーV→超人女子戦士 ガリベンガーV（テレビ朝日、2019年1月17日 - 3月7日、4月18日放送）

## 映画出演
- シン・ゴジラ（東宝、2016年7月29日）[4]